# Solfara Stretto Giordano
La solfara Stretto Giordano o miniera Stretto Giordano  è stata una miniera di zolfo sita in provincia di Caltanissetta  nel bacino minerario della Valle dell'Imera.
La solfatara era già attiva nel 1839; dal 1966 è chiusa ed abbandonata.